# هیوئی
هیوئی (انگلیسی: Hughie) نمایشنامه‌ای نوشته یوجین اونیل است. داستان این نمایش کوتاه در لابی یک هتل در میدتاون منهتن در تابستان ۱۹۲۸ رخ می‌دهد. بیشتر نمایش شامل مونولوگ کاراکتری به نام ایری اسمیت است که با مسئول پذیرش هتل به نام چارلز هیوز سخن می‌گوید. اونیل این نمایش را در سال ۱۹۴۲ نوشت اما این نمایش برای اولین‌بار در ۱۹۵۸ روی صحنه رفت. هیوئی در سال ۱۹۶۶ به برادوی راه یافت و در سال ۱۹۹۶ به کارگردانی و بازی آل پاچینو در تئاتر سیرکل این د اسکوئر بازآفرینی شد.